# Catedral basílica de San José de Mayo
La  Basílica Catedral de San José de Mayo es sede catedralicia de la Diócesis de San José de Mayo, Uruguay. Está situada en la plaza "Treinta y Tres", plaza central de la ciudad de San José de Mayo, departamento de San José.
Esta obra es un exponente de los estilos arquitectónicos predominantes en el siglo XIX. Fue declarada monumento histórico el 2 de octubre de 1990.

## Datos históricos

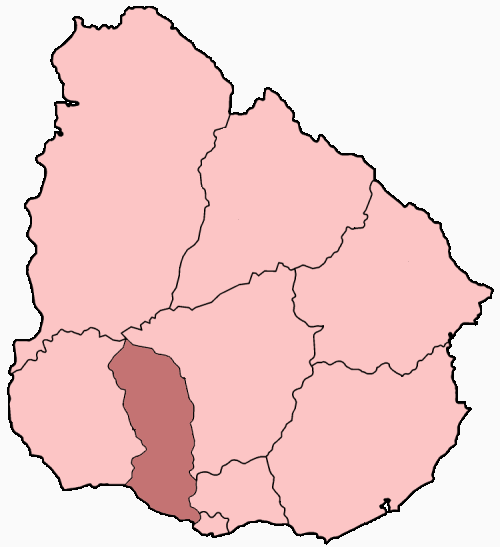
Ubicación del departamento San Jose de Mayo, Uruguay.

Al fundarse la población de San José en 1783 una humilde construcción de techo de paja sirvió como lugar de culto de la naciente comunidad. El mismo fue prontamente elevado a la categoría de parroquia, dependiente de la obispado de Buenos Aires.
Comenzando el siglo XIX se construye y bendice el segundo templo contiguo a la antigua iglesia. En 1955 se crea la Diócesis de San José del Uruguay —así la denominó la Bula de erección— el 15 de noviembre de 1955 por el Papa Pío XII, con la cual el templo pasa a ser sede catedralicia, recibiendo a su primer obispo Mons. Luis Baccino, el 8 de abril de 1956. El 24 de abril de 1957 fue designada por la Santa Sede "Basílica Menor" y el 3 de septiembre del mismo año la Conferencia Episcopal del Uruguay la declara "Santuario Nacional de San José".

## Construcción y aspectos arquitectónicos
La construcción del actual templo comienza en septiembre de 1857 y finaliza en 1874, siendo bendecido el 24 de marzo del año siguiente. El proyecto y dirección de la obra le fue confiado al maestro constructor catalán D. Antonio Fontgivell. Se trata de un hombre con una importante trayectoria en Uruguay a quien se debe también la planta baja del actual edificio de la Intendencia Municipal.
De estructura basilical, la nave central descansa sobre ocho columnas de mármol macizo de Carrara. El transporte de cada una de las ocho columnas desde el puerto de Montevideo hasta San José ocupó un mes. Para ello se construyeron zorras especiales con ruedas y ejes reforzados.
Su longitud es de 72 metros, desde la escalinata del atrio al presbiterio, el ancho 26 metros. Se destacan las cúpulas recubiertas por azulejos franceses de Pas de Calais. Y en una de sus torres se encuentra un gran reloj artesanal.
Gracias al esfuerzo del pueblo maragato y de su párroco el Pbro. Norberto Betancur, San José cuenta con este reloj que es motivo de legítimo orgullo de sus pobladores. De procedencia suiza, sus esferas fueron hechas por la misma fábrica del Big Ben. Se encuentra en funcionamiento desde el 25 de agosto de 1900.
Dentro del templo se destacan las arañas de cristal de Murano, las pinturas y las esculturas. El altar mayor y los altos relieves pertenecen al escultor español Domingo Mora (1840-1911). El altar de la capilla del Santisímo Sacramento es obra de los hermanos Repetto (originarios de Lavagna, Italia). El tallado de las puertas de entrada es obra de José Villar. Los frescos de las paredes y la "Gloria de San José" de la cúpula son obras del pintor italiano Lino Dinetto.

## Las campanas de la catedral
Durante años circuló la versión que indicaba que la campana mayor de la catedral había sido armada para San José de Costa Rica y que por error terminó en San José de Mayo. Se comprobó luego que esta versión no tenía base. La campana fue fundida en Génova para los maragatos gracias a la gestión de Luis de Amilivia, quien también compró el reloj.
Las campanas (la mayor de más de tres toneladas de peso) pueden escucharse a quince kilómetros a la redonda marcando el ritmo de la vida maragata.

## Capillas
- Capilla Nuestra Señora de Guadalupe (Barrio Parque Rodó)
- Capilla Nuestra Señora del Carmen (Barrio Cementerio)
- Capilla Nuestra Señora del Huerto (Colegio del Huerto)
- Capilla Nuestra Señora de los Treinta y Tres (Barrio Dotta)
- Capilla Nuestra Señora de los Treinta y Tres (Raigón)